# Universiteit van Piura

Logo van de Universiteit van Piura

De Universiteit van Piura (Universidad de Piura, UDEP) is een private universiteit in Peru met vestigingen in Piura en Lima. De universiteit werd in 1964 opgericht door Jozefmaria Escrivá, de stichter van Opus Dei. In 1969 kreeg het instituut officieel de status van universiteit.

## Faculteiten
- Techniek
- Communicatie
- Rechtsgeleerdheid
- Economie en bedrijfskunde
- Onderwijs
- Geesteswetenschappen